# Dobrsko Selo
Dobrsko Selo este un sat din comuna Cetinje, Muntenegru. 
Conform datelor de la recensământul din 2003, localitatea are 132 de locuitori (la recensământul din 1991 erau 97 de locuitori).

## Demografie
În satul Dobrsko Selo locuiesc 116 persoane adulte, iar vârsta medie a populației este de 46,5 de ani (46,3 la bărbați și 46,8 la femei). În localitate sunt 44 de gospodării, iar numărul mediu de membri în gospodărie este de 2,93.
|  |

| Demografie | Demografie | Demografie |
| An         | Locuitori  | Locuitori  |
| ---------- | ---------- | ---------- |
|            |            |            |
|            |            |            |
|            |            |            |
|            |            |            |
| 1948       | 337        |            |
| 1953       | 331        |            |
| 1961       | 287        |            |
| 1971       | 205        |            |
| 1981       | 166        |            |
| 1991       | 97         | 97         |
| 2003       | 132        | 132        |

| \| Componența etnică conform recensământului din 2003[2] \| Componența etnică conform recensământului din 2003[2] \| Componența etnică conform recensământului din 2003[2] \| Componența etnică conform recensământului din 2003[2] \| Componența etnică conform recensământului din 2003[2] \| \| ----------------------------------------------------- \| ----------------------------------------------------- \| ----------------------------------------------------- \| ----------------------------------------------------- \| ----------------------------------------------------- \| \| \| \| \| \| \| \| Muntenegreni \| Muntenegreni \| \| 124 \| 93,93% \| \| Sârbi \| Sârbi \| \| 5 \| 3,78% \| \| Musulmani \| Musulmani \| \| 1 \| 0,75% \| \| necunoscută \| necunoscută \| \| 0 \| 0% \| |              |  |     |        |
| Componența etnică conform recensământului din 2003 |              |  |     |        |
| |              |  |     |        |
| Muntenegreni | Muntenegreni |  | 124 | 93,93% |
| Sârbi | Sârbi        |  | 5   | 3,78%  |
| Musulmani | Musulmani    |  | 1   | 0,75%  |
| necunoscută | necunoscută  |  | 0   | 0%     |